# Felicia Donceanu
Felicia Donceanu (n. 28 ianuarie 1931, Bacău, România – d. 21 ianuarie 2022, Drăgoești, Vâlcea, România) a fost o pictoriță, sculptoriță și compozitoare română.

## Viața
Felicia Donceanu s-a născut la Bacău, în 1931 și a studiat compoziția la clasa profesorului Mihail Jora (cu care a studiat compoziția) la Conservatorul de Muzică „Ciprian Porumbescu”. Printre maeștrii săi se numără și George Breazul și Ioan D. Chirescu (cu care a studiat teorie și solfegiu), Paul Constantinescu (armonie), Nicolae Buicliu (countrapunct), Theodor Rogalski și Mircea Basarab (orchestrație), Paul Jelescu (citire de partituri), Eugenia Ionescu (pian), Zeno Vancea, Constantin Bugeanu, Andrei Tudor (istoria muzicii), Tiberiu Alexandru, Nicolae Parocescu, Emilia Comișel (folclor), Ion Vicol și Ion Marian (dirijat coral), Jean Bănescu (canto). După finalizarea studiilor în 1956, ea a lucrat ca redactor la Editura pentru Literatură și Artă (ESPLA) din București, secția muzicală, până în 1958, și apoi la Editura Muzicală a U.C.M.R, până în anul 1966.
A scris articole și cronici în Muzica, Contemporanul, Munca, Azi. A susținut conferințe, prelegeri, concerte-lecții, emisiuni radiofonice. A scris texte pentru muzică proprie și pentru diverse lucrări corale aparținând diferiților compozitori români. A scris scenarii pentru radio și pentru spectacole muzical-coregrafice. A realizat ilustrații de cărți pentru copii.
Referitor la compoziție, aceasta s-a axat mai mult pe lucrările pentru voce și diferite ansambluri (cicluri de lieduri, cicluri corale, vocal-instrumentale, teatru instrumental) îndreptându-și atenția și asupra muzicii pentru copii. A obținut numeroase distincții, precum Premiul Academiei Române și Premii de creație ale U.C.M.R., dar și o Mențiune la Concursul Internațional de compoziție din Mannheim, în 1961.  
După plecarea de la edituri, ea s-a dedicat în întregime compoziției, producând lucrări care au fost interpretate la nivel internațional.
S-a căsătorit cu poetul Alexandru Voitin.

## Distincții și premii
- Mențiune specială la Concursul Internațional de Compoziție de la Mannheim, 1961
- Premiul Uniunii Compozitorilor în 1984, 1984, 1986, 1988, 1993, 1996, și 1997
- Ordinul Meritul Cultural clasa I, 1981
- Premiul „George Enescu” al Academiei Române, 1984[5]
- Marele Premiu al Uniunii Compozitorilor și Muzicologilor din România (UCMR), 2010[6]

## Lucrări
Felicia Donceanu a compus pentru piese de teatru („Tartuffe” de Molière, 1965; „Măsură pentru măsură” de William Shakespeare, 1965) și ansamblu instrumental, dar s-a concentrat în mare parte pe lucrări camerale. Muzica ei este influențată de muzica populară românească, uneori folosind instrumente populare tradiționale. Lucrările selectate includ:
- Arie de concert (1973), pentru bariton și orchestră
- Măiastra (1973), pentru soprană, cor și orchestră de coarde
- Picolicomando (1984) pentru tenor, copii, cor, orgă, vioară și percuție
- Yolanda (1993), pentru soprană și orchestră
- Rugăciunea Domnească (1992), pentru voce, orchestră de coarde și percuție
- Rugăciunea Domnească (1998), pentru cor masculin,  orchestră de coarde și percuție
- Invocatio (1999), cu texte biblice și fragmente de versuri de Ovidiu, marcat pentru soprană, pian, vioară și orchestră de cameră
- Clopote la soroc (1999), o cantată pentru cor SATB și orchestră
- Retro-Tango, pentru ansamblu fagot
- Inscripția de pe un catarg, pentru harpă
- Odinioară, cântec-ciclu pentru mezzo-soprană și pian
- Mărgele (1962), patru cântece pe versuri de Tudor Arghezi
- Trei Cântece pentru Til (1964), pe versuri de George Călinescu
- Dor I pentru contralto
- Dor II pentru contralto
- Imagini pe versuri de Eminescu (1963-1965), pentru soprană
- Cu Penetul
- Mărturisiri, ciclu de cinci cântece pentru bas-bariton cu poezii de Alexandru Voitin, din septembrie 1975-septembrie 1978 și 1986
- Cântece de fată frumoasă
- Cântând cu Ienăchiță Văcărescu
- Sincron
- Ponti Euxini Clepsydra (1971), pentru soprană, clarinet, oboi, percuție, harpă
- Mai sunt încă roze (1972), cu texte de Macedonski, este un cântec de cinci munca pentru soprană și ansamblu instrumental
- Două Serenade (1973), pentru bariton, flaut, harpă, versuri de Baconski
- Cântece de fată frumoasă (1976), trei-mișcari pentru mezzo-soprană, corn englez și marimba
- Cântând cu Ienăchiță Văcărescu (1983), pentru soprană, flaut, viola da gamba, flaut, clavecin și percuție, text de Ienăchiță Văcărescu
- Abțibilder după Tristan Tzara (1996), pentru soprană, clavecin, și două viole da gamba
- Cutia cu surpriză ... și pentru oameni încrutați (1998), pentru soprană, două viole da gamba, clavecin, pian, și marionete
- Tablouri vivante (1999), pentru voce și instrumente

Lucrări înregistrate pe CD:
- Polhymnia – Sacrée et Profane

## Legături externe
- Felicia Donceanu - o biografie concentrată: Sunete Contemporane, 28 ianuarie Publicat: miercuri, 20 ianuarie 2016